# هنری لاگریفول
هنری لاگریفول (انگلیسی: Henri Lagriffoul; ۹ مهٔ ۱۹۰۷ – ۲۲ اوت ۱۹۸۱) مجسمه‌ساز اهل فرانسه بود.
وی همچنین برندهٔ جوایزی همچون جایزه بزرگ رم و صلیب جنگ ۱۹۴۵–۱۹۳۹ شده‌است.